# سینمای پاراگوئه

وارثین (۲۰۱۸) ساخته مارسلو مارتینسی. موفق‌ترین فیلم تاریخ سینمای پاراگوئه

سینمای پاراگوئه به صنعت سینما در این کشور اشاره دارد. سینما در پاراگوئه به صورت تاریخی کوچک مانده‌است. اگرچه در ۲ دهه اخیر چندین فیلم‌ساز بومی این کشور درجشنواره بین‌المللی فیلم روتردام و در جشنواره کن حضور داشتند.

## پیشینه
اولین فیلم‌های کوتاه صامت سینمای پاراگوئه در سال ۱۹۰۵ توسط کارگردان آرژانتینی ارنستو گونچه ساخته شد. اولین فیلم سینمای بومی این کشور توسط هیپولیتو کارون بانام روح پاراگوئه در ۱۹۲۵ به مدت زمان ۱۰ دقیقه تولید شد. اولین فیلم ناطق سینمای این کشور توسط فیلم‌ساز آرژانتینی روکه فونس با نام در جهنم چاکو در سال ۱۹۳۲ عرضه شد. این فیلم مستند به جنگ چاکو پرداخته بود.
حضور سینماگران آرژانتینی در بدنه سینمای پاراگوئه تا دهه ۵۰ امری رایج بود. به قدرت رسیدن آلفردو اشتروسنر در سال ۱۹۵۴ در لطمه به سینمای نوپای این کشور بی‌تاثیر نبود. وی از طریق کودتا به قدرت رسید و تا سال ۱۹۸۹ عنوان رئیس‌جمهور پاراگوئه را داشت و یک دیکتاتوری نظامی در این کشور برقرار کرده بود.
لوکاس دماره با فیلم جنگی عطش (۱۹۶۰) جنگ چاکو و جنگ پاراگوئه را روایت کرد. این فیلم اقتباسی از آثار نویسنده شهیر و تبعیدی پاراگوئه آگوستو روا باستوس بود. آگوستو روا باستوس خود نیز در نگارش فیلم‌نامه‌های بسیاری دست داشت که عمده آنان توسط کارگردان‌های آرژانتینی و بعضاً پاراگوئه‌ای به فیلم درآمدند.

## سینمای مدرن
در ۲۰۱۵ اتفاق مهم سینمای پاراگوئه، معرفی اولین فیلم از بدنه سینمایی این کشور به مراسم اسکار بود. فیلم مستند اوقات ابری (۲۰۱۵) ساخته آرامی اولون به هشتاد و هشتمین دوره جوایز اسکار ارسال شد که البته در جمع نامزدهای اصلی قرار نگرفت.
در ادامه خوان کارلوس مانگلیا فیلم‌ساز بدنه سینمایی پاراگوئه نیز با فیلم جستجوگران طلا (۲۰۱۷) در نودمین دوره جوایز اسکار شرکت کرد.
مارسلو مارتینسی با فیلم وارثین (۲۰۱۸) در نود و یکمین دوره جوایز اسکار شرکت کرد اما در مرحله آخر جزو نامزدهای نهایی قرار نگرفت. وارثین از معدود فیلم‌های سینمای بدنه پاراگوئه است که جوایز فراوانی از جشنواره‌هایی مانند شصت و هشتمین جشنواره بین‌المللی فیلم برلین و جشنواره‌های اسپانیایی زبان مانند جایزه گویا بدست آورده‌است.

## آمار و ارقام
در حال حاضر ۱۷ سالن سینمای فعال در پاراگوئه وجود دارد. بین سال‌های ۲۰۰۲ تا ۲۰۱۵ در این کشور ۴۰ فیلم بلند و ۳۶ فیلم مستند تولید شده‌است.